# Robert Mallet-Stevens
Robert Mallet-Stevens (Parigi, 24 marzo 1886 – Parigi, 8 febbraio 1945) è stato un architetto e designer francese.

## Biografia
Si diplomò all'École spéciale d'architecture di Parigi nel 1910. Dopo essere stato disegnatore di mobili e scenografo cinematografico (ad esempio ne L'inhumaine) per una ventina d'anni, intraprese a metà degli anni Venti la carriera di architetto, per una clientela esclusivamente privata, a parte la creazione solo di una caserma di pompieri a Parigi.
Fu tra i fondatori dell'Union des Artistes modernes (UAM) nel 1929, assieme a Francis Jourdain, René Herbst e altri. Il movimento era fermamente in opposizione col decorativismo dell'Art Nouveau e proponeva una purezza di linee e di forme che confluì nel movimento moderno internazionale.
Durante il regime di Vichy si rifugiò con la famiglia nel sud-est della Francia, a Penne-d'Agenais (Lot-et-Garonne). L'importanza della sua opera di architetto è stata riconosciuta solo dopo la morte, quando ormai la maggior parte delle sue opere erano state lasciate all'abbandono (come villa Cavrois).

## Opere principali

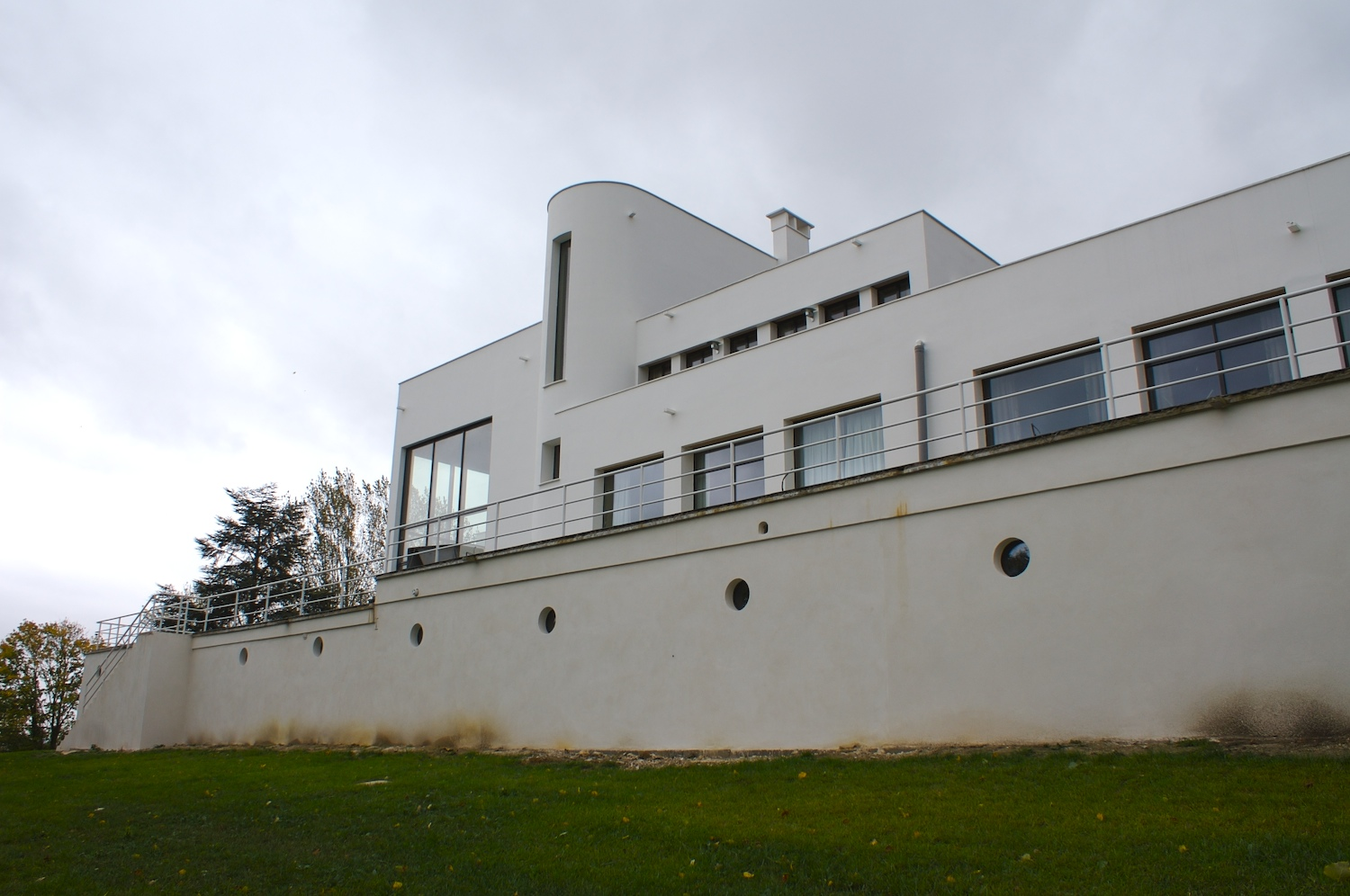
Villa Poiret

- 1924-25: Villa Paul Poiret a Mézy-sur-Seine (Yvelines)
- 1923-28: Villa Noailles a Hyères, qui abrite aujourd'hui un Centre d'art et d'architecture
- 1926-34: Palazzi di rue Mallet-Stevens, XVI arrondissement di Parigi
- 1929-32: Villa Cavrois a Croix (Nord)
- 1931-32: Casa e atelier di vetreria di Louis Barillet, 15 square de Vergennes, XV arrondissement di Parigi
- 1936: Caserma di pompieri, 8 rue Mesnil, XVI arrondissement di Parigi